# Élections législatives de 1968 en Corse
Les élections législatives françaises de 1968 se déroulent les 23 et 30 juin 1968. Dans le département de la Corse, trois députés sont à élire dans le cadre de trois circonscriptions.

## Élus
| Circonscription | Député sortant           | Parti | Parti          | Député élu ou réélu      | Parti | Parti |
| --------------- | ------------------------ | ----- | -------------- | ------------------------ | ----- | ----- |
| 1re             | Jean Bozzi               |       | UDR            | Jean Bozzi               |       | UDR   |
| 2e              | Jean Zuccarelli          |       | FGDS (Radical) | Jacques Faggianelli      |       | UDR   |
| 3e              | Jean-Paul de Rocca Serra |       | UDR            | Jean-Paul de Rocca Serra |       | UDR   |

## Résultats

### Résultats à l'échelle du département
|                | Union pour la défense de la République          | 62 828  | 55,16  | 3 |  |  |
|                | Union des républicains de progrès               | 62 828  | 55,16  | 3 |  |  |
|                |                                                 |         |        |   |  |  |
|                | Parti radical                                   | 22 734  | 19,96  | 0 |  |  |
|                | Section française de l'Internationale ouvrière  | 11 957  | 10,50  | 0 |  |  |
|                | Fédération de la gauche démocrate et socialiste | 34 691  | 30,46  | 0 |  |  |
|                |                                                 |         |        |   |  |  |
|                | Parti communiste français                       | 14 585  | 12,81  | 0 |  |  |
|                | Progrès et démocratie moderne                   | 1 289   | 1,13   | 0 |  |  |
|                | Parti socialiste unifié                         | 481     | 0,42   | 0 |  |  |
|                | Extrême gauche                                  | 25      | 0,02   | 0 |  |  |
|                |                                                 |         |        |   |  |  |
| Inscrits       | Inscrits                                        | 179 463 | 100,00 | 3 |  |  |
| Abstentions    | Abstentions                                     | 64 662  | 36,03  |   |  |  |
| Votants        | Votants                                         | 114 801 | 63,97  |   |  |  |
| Blancs et nuls | Blancs et nuls                                  | 902     | 0,79   |   |  |  |
| Exprimés       | Exprimés                                        | 113 899 | 99,21  |   |  |  |

### Résultats par circonscription

#### Première circonscription (Ajaccio)
|                | Jean Bozzi sortant réélu | UDR (URP)      | 20 211 | 54,65  |  |  |  |
|                | François Giacobbi        | FGDS (Radical) | 12 230 | 33,07  |  |  |  |
|                | Albert Ferracci          | PCF            | 4 540  | 12,28  |  |  |  |
|                |                          |                |        |        |  |  |  |
| Inscrits       | Inscrits                 | Inscrits       | 63 009 | 100,00 |  |  |  |
| Abstentions    | Abstentions              | Abstentions    | 25 573 | 40,59  |  |  |  |
| Votants        | Votants                  | Votants        | 37 436 | 59,41  |  |  |  |
| Blancs et nuls | Blancs et nuls           | Blancs et nuls | 455    | 1,22   |  |  |  |
| Exprimés       | Exprimés                 | Exprimés       | 36 981 | 98,78  |  |  |  |

#### Deuxième circonscription (Bastia)
|                | Pierre-Paul Giacomi élu | UDR (URP)      | 19 540 | 53,05  |  |  |  |
|                | Jean Zuccarelli sortant | FGDS (Radical) | 10 504 | 28,52  |  |  |  |
|                | Pierre Giudicelli       | PCF            | 6 294  | 17,09  |  |  |  |
|                | Georges Viale           | PSU            | 481    | 1,31   |  |  |  |
|                | M. Emmanuelli           | Extrême gauche | 14     | 0,04   |  |  |  |
|                |                         |                |        |        |  |  |  |
| Inscrits       | Inscrits                | Inscrits       | 50 930 | 100,00 |  |  |  |
| Abstentions    | Abstentions             | Abstentions    | 13 862 | 27,22  |  |  |  |
| Votants        | Votants                 | Votants        | 37 068 | 72,78  |  |  |  |
| Blancs et nuls | Blancs et nuls          | Blancs et nuls | 235    | 0,63   |  |  |  |
| Exprimés       | Exprimés                | Exprimés       | 36 833 | 99,37  |  |  |  |

#### Troisième circonscription (Sartène)
|                | Jean-Paul de Rocca Serra sortant réélu | UDR (URP)      | 23 077 | 57,57  |  |  |  |
|                | Paul Mondoloni                         | FGDS (SFIO)    | 11 957 | 29,83  |  |  |  |
|                | Paul Bungelmi                          | PCF            | 3 751  | 9,36   |  |  |  |
|                | Paul-Antoine Luciani                   | CD (PDM)       | 1 289  | 3,22   |  |  |  |
|                | M. Luca                                | Extrême gauche | 11     | 0,03   |  |  |  |
|                |                                        |                |        |        |  |  |  |
| Inscrits       | Inscrits                               | Inscrits       | 65 524 | 100,00 |  |  |  |
| Abstentions    | Abstentions                            | Abstentions    | 25 227 | 38,5   |  |  |  |
| Votants        | Votants                                | Votants        | 40 297 | 61,5   |  |  |  |
| Blancs et nuls | Blancs et nuls                         | Blancs et nuls | 212    | 0,53   |  |  |  |
| Exprimés       | Exprimés                               | Exprimés       | 40 085 | 99,47  |  |  |  |